# 金牛座V830
金牛座V830是位於金牛座的一顆變星，距離太陽427光年（131秒差距）。相較於太陽的46億年，這顆恆星非常年輕，估計誕生迄今僅200萬年。這顆年輕的恆星也有行星圍繞著它。

## 特徵
金牛座V830是M型星，它的質量大約為1太陽質量，但半徑為2太陽半徑。依據它的年齡，這意味著它還沒有完成成為主序星的收縮過程。它的表面溫度為4,250 K.，而太陽的表面溫度是5,772 K。
金牛座V830是一顆金牛T星，是周圍仍有圓盤環繞，在其頻譜中有發射譜線的主序前星，使它被歸類為有微弱譜線的金牛T星。它在分類上是天龍座BY型變星，具有星點和色球層活動的低溫恆星，他們在旋轉時會有亮度變化。它的變光週期為2.74日，與轉動週期吻合。

## 行星
在2016年6月20日，經由徑向速度發現他有一顆行星。它是迄今發現最年輕的系外行星，其質量約為木星的77%，距離母恆星0.057 AU， 週期 4.93 d，傾角55°.。